# Bollnäspartiet
Bollnäspartiet (Bollp) är ett lokalt politiskt parti i Bollnäs kommun, som bildades inför valet till kommunfullmäktige 2010. En av partiets hjärtefrågor är att kommunens befolkningsantal ska öka till 30 000.

## Valresultat
| År   | Röster | %     | Mandat  |
| ---- | ------ | ----- | ------- |
| 2010 | 2 083  | 12,78 | 6 av 45 |
| 2014 | 2 611  | 15,23 | 7 av 45 |
| 2018 | 2 621  | 14,97 | 7 av 45 |
| 2022 | 1 701  | 10,04 | 5 av 45 |